# Schizocosa segregata
Schizocosa segregata là một loài nhện trong họ Lycosidae.
Loài này thuộc chi Schizocosa. Schizocosa segregata được Willis J. Gertsch & Alfred Russel Wallace miêu tả năm 1937.